# Park Narodowy Upemba
Park Narodowy Upemba (fr. Parc national de l'Upemba) – park narodowy utworzony w 1939 roku na terenach współczesnych prowincji Górne Lomami i Górna Katanga w południowo-wschodniej części Demokratycznej Republiki Konga.
Zajmuje obszar 11 730 km². Większą część parku zajmuje niewysokie pasmo górskie Kibara, wys. do 1889 m n.p.m., przechodząc na zach. w płaski obszar Kotliny Kamolondo i terenów przyległych. Znajduje się tu kilka jezior, z których najważniejsze to Upemba i Kisale, przez które przepływa rzeka Lualaba (górny odcinek Konga).
W 1997 roku depresja Upemba została wpisana na listę informacyjną światowego dziedzictwa UNESCO – listę obiektów, które Demokratyczna Republika Konga zamierza rozpatrzyć do zgłoszenia do wpisu na listę światowego dziedzictwa UNESCO.

## Położenie
Park znajduje się w południowo-wschodniej części Demokratycznej Republiki Konga . Zajmuje powierzchnię 11730 km² . Od zachodu i północy graniczy z rzeką Lualabą i obszarem jezior i mokradeł depresji Kamolondo . Park obejmuje ochroną jezioro Upemba, rzekę Lufirę, a na północnym wschodzie, pasmo górskie Kibara . Inne jeziora na terenie parku to: Kabwe, Kabele, Mulenda, Nunda i Kalumbe i Kabamba. Na zachodnim brzegu jeziora Upembe znajdują się rozległe jaskinie Tumba.

## Historia
Park Narodowy Upemba został utworzony w południowo-wschodniej części Konga Belgijskiego dekretem królewskim 15 maja 1939 roku celem ochrony lokalnej bogatej flory i fauny . W regionie jeziora Upemba występowało wiele gatunków dużych zwierząt, m.in. słonie, hipopotamy i nosorożce czarne . Początkowo powierzchnia parku zajmowała 17730 km² . Zarządzanie parkiem zostało powierzone Instytutowi ds. Parków Narodowych Kongo (fr. Institut des Parcs Nationaux du Congo) .
Lokalna ludność została eksmitowana z ziem parku pod pretekstem jej ochrony przez muchą tse-tse . Pięć lat po utworzeniu parku eksmitowana ludność zaczęła wysuwać roszczenia do ziemi. Wskutek nieudanych negocjacji, na początku lat 50. XX w. północne i zachodnie tereny parku zostały zajęte przez powracających mieszkańców . Rozwinęło się kłusownictwo, co doprowadziło do wyginięcia nosorożca czarnego . W 1957 roku konflikt został załagodzony poprzez częściowy zwrot ziemi . W 1960 roku, po secesji Katangi, sytuacja uległa pogorszeniu . Obszar parku skurczył się do 3000 km², przy czym jedynie 120 km² było objęte nadzorem i ochroną strażników parku .
W 1997 roku depresja Upemba została wpisana na listę informacyjną światowego dziedzictwa UNESCO – listę obiektów, które Demokratyczna Republika Konga zamierza rozpatrzyć do zgłoszenia do wpisu na listę światowego dziedzictwa UNESCO. W 2017 roku zlewisko rzeki Lufiry zostało wpisane na listę konwencji ramsarskiej.

## Flora i fauna
Na terenie parku występują zebry, antylopy, słonie, bawoły i lwy . W zlewisku rzeki Lufiry występuje 16 endemicznych gatunków ptaków, m.in. wikłacz bagienny i astryld czarnolicy, 15 endemicznych gatunków gadów i przynajmniej dwa gatunki endemiczne płazów: gekon Pachydactylus katanganus i żaba Afrixalus upembae. Żyją tu także zebra równikowa, antylopowiec koński i kudu wielkie, a także zagrożona wyginięciem antylopa Hippotragus niger variani. Na terenie parku występuje wiele ptaków, m.in. żuraw koralowy, pustułeczka, derkacz, gniazdujący tu trzewikodziób; zaobserwowano tu także krytycznie zagrożony gatunek Zoothera guttata.